# 日中天元戦
日中天元戦（にっちゅうてんげんせん）は、日本と中国による囲碁の棋戦。中国語名称は中日天元対抗賽。日本の天元戦と、中国の天元戦の優勝者同士による対抗戦形式で、1988年から開始され、2002年まで15回行われた。
- 主催 新聞三社連合、新民晩報、囲棋月刊、日本棋院、中国囲棋協会
- 協賛 富士通

日中のタイトル者同士の対抗戦としては初めてのものであり、同年には日中名人戦も開始された。最初の4回は日本側勝利となったが、次に中国側が8連勝、最終的には日本の6勝9敗となった。また1989年第2回は上海で行われ、天安門事件のための日本政府の中国渡航制限解除後に行われた最初の日中友好行事ともなった。

## 方式
- 対戦は三番勝負。
- 持時間は各3時間、秒読み1分。
- コミは5目半。
- 開催地は日本と中国の交互とし、第1回は日本。ルールは開催地のルール。

## 結果
1. 1988年 趙治勲 2-0 劉小光
2. 1989年 趙治勲 2-0 劉小光
3. 1990年 林海峰 2-1 劉小光
4. 1991年 林海峰 2-1 聶衛平
5. 1992年 聶衛平 2-0 林海峰
6. 1993年 劉小光 2-0 林海峰
7. 1994年 馬暁春 2-0 林海峰
8. 1995年 馬暁春 2-0 柳時熏
9. 1996年 馬暁春 2-0 柳時熏
10. 1997年 常昊 2-0 柳時熏
11. 1998年 常昊 2-0 工藤紀夫
12. 1999年 常昊 2-1 小林光一
13. 2000年 小林光一 2-1 常昊
14. 2001年 常昊 2-0 柳時熏
15. 2002年 羽根直樹 2-0 黄奕中